# Rava

## Položaj
Otok Rava površine 3,63 km² s 98 stanovnika (2001.) nalazi se u Jadranskom moru i pripada Zadarskom arhipelagu, u južnohrvatskom (dalmatinskom) otočju. Rava je smještena između otoka Iža, odnosno Iškog kanala te Dugog otoka, odnosno Ravskog kanala.
Otok prema temeljnim zemljopisnim obilježjima pripada skupini malih naseljenih hrvatskih otoka. Prema upravno-teritorijalnom ustroju Hrvatske pripada Gradu Zadru. Rava s hridi Ravicom čini zasebnu katastarsku općinu, dok obližnji otočići Mrtovnjak i Galijica pripadaju katastarskoj općini Savar, a Maslinovac katastarskoj općini Luka. Prema teritorijalnom ustroju Katoličke crkve u Hrvatskoj otok čini posebnu župu posvećenu Uznesenju Blažene Djevice Marije u granicama Zadarske nadbiskupije.

## Naselja
Na otoku su se razvila dva naselja: (Vela) Rava smještena u središnjem dijelu otoka, te Mala Rava na sjeverozapadnom dijelu otoka. U prošlosti ta su naselja činila jedinstvenu funkcionalnu cjelinu, a i danas imaju neke zajedničke funkcije sa središtem u Veloj Ravi (crkva s grobljem, pošta, trgovina, a od 1914. do sredine 1990-ih i škola). Prilikom popisa stanovništva Mala i Vela Rava kadšto se prikazuju kao jedinstveno naselje, a kadšto kao zasebna naselja. Trenutno na otoku djeluju dva mjesna odbora pa se, uvjetno, može smatrati da ona odgovaraju dvjema otočnim naseljskim skupinama. Naselja su povezana betoniranom cestom dugom oko 2 km, koja je dijelom izgrađena na trasi staroga otočnog puta.
- Uvala Marnjica, Vela Rava
- Uvala Marnjica, Putnička luka Vela Rava
- Uvala Grbačina, Vela Rava
- Uvala Grbavač, Vela Rava
- Vela Rava, staro selo
- Uvala Lokvina, Putnička luka Mala Rava
- Uvala Lokvina, Mala Rava
- Uvala Lokvina, Mala Rava

## Prirodno-zemljopisna obilježja

### Reljef
Otok Rava je, s obzirom na površinu, vrlo razveden. Ima 15 uvala:

1. Tanko,
2. Vališina,
3. Ivanoševica,
4. Pavajsko,
5. Pestehovac,
6. Dražice,
7. Golubovac,
8. Martinica,
9. Grbavač,
10. Grbačina,
11. Marnjica (Marinica),
12. Paladinjica (Paladinica),
13. Vićabok,
14. Lokvina i
15. Za Grbicu.

Duljina je obalne crte 15,9 km.  Reljef je otoka brdovit, a oblikovan je fluviokrškim i padinskim procesima na krednim dolomitima po čemu se Rava razlikuje u odnosu na sve ostale hrvatske otoke. Ona je, naime, jedina građena isključivo od dolomitnih naslaga, za razliku od većine ostalih otoka u čijem litološkom sastavu prevladavaju vapnenci (npr.Olib, Silba) ili vapnenci i dolomiti (npr. Ugljan, Pašman, Dugi otok), a iznimno pješčane naslage nataložene na vapnencima (npr. Susak, Unije) i magmatske stijene (Jabuka, Brusnik). Najveći vrh na otoku je Babićovac visok 98 m. 
Na Ravi ima razmjerno malo zaravnjenih obradivih površina, koje se pretežito koriste kao vrtovi i podanci na kojim se od najranije prošlosti sadilo povrće, neke grahorice, a rjeđe i žitarice. Na brdovitim i neravnim terenima Ravljani su stoljećima terasirali padine stvarajući ograde i podanke na kojima se uglavnom uzgajaju maslinici, a manje i vinova loza. U reljefu otoka ističu se antropogeni elementi, ponajviše kameni zidovi - mocire i trmezali. Na sjeverozapadnom dijelu otoka, uz uvalu Za Grbica, nalaze se dva, do sada neistražena, speleološka objekta.

### Klima
Prema temeljnim klimatskim obilježjima Rava pripada pojasu tzv. Csa klime (po Köppenu), odnosno tipu sredozemne klime masline s blagim i kišovitim zimama te vrućim i sušnim ljetima. Na izmjenu meteoroloških prilika značajno utječu genovska ciklona, istočnoeuropska anticiklona (u hladnijem dijelu godine) te azorska anticiklona (u toplijem dijelu godine). Srednja je godišnja temperatura zraka 15 °C. Najhladniji je mjesec siječanj (prosječno 7 °C), a najtopliji srpanj (prosječno 23,5 °C). Tijekom godine u prosjeku padne oko 900 mm oborina, pretežito kiše, što je razmjerno mnogo, međutim, raspored je nepovoljan jer kiše ima vrlo malo ljeti kada su potrebe za vodom najveće. Prevladavajući su vjetrovi bura, jugo i maestral od kojih je zaštićena većina ravskih uvala, a ponekad zapuše i jaki zapadnjak.

### Voda
Bez obzira na razmjerno veliku količinu oborina, poradi sekundarno propusne karbonatne osnove, Rava nema površinskih tokova. To je oduvijek predstavljalo veliki problem otočanima pa su tako bili primorani na korištenje vode akumulirane u prirodnim spremnicima - lokvama, slabo izdašnih zdenaca, vode u jami na susjednom otočiću Mrtovnjaku te, konačno, na gradnju seoskih gusterna, o čemu postoje spomeni u različitim dokumentima, pa i u "Narodnom listu" s kraja 19. st. U novije vrijeme svaka kuća ima svoju gusternu (cisternu) u koju se prikuplja kišnica, a za vrijeme suše pune se vodom koju do otoka prevoze brodovi vodonosci.

### Flora
Blaga mediteranska klima povoljna je za razvoj brojnih eumediteranskih biljaka. U otočnom krajobrazu, uz maslinike i vinograde, prevladavaju niže šume i gusta makija u kojoj dominiraju sastojine crnike, lemprike, zelenike, planike, mirte, borovice, smrdljike i dr. isprepletene različitim povijušama, posebice kupinom, tetivikom i sparožinom. U novije se vrijeme intenzivno širi alepski bor. Među kultiviranim biljkama, uz spomenute maslinu i vinovu lozu, na otoku ima smokvi, rogača, badema, šipka, naranči, limuna, mandarina, oraha, oskoruša, breskvi, šljiva i dr. Na otoku raste i velik broj različitih drugih flornih elemenata, među kojima se mogu izdvojiti više vrsta orhideja (kaćuna) i ruta.

## Socio-zemljopisna obilježja

### Gospodarstvo
Stoljećima je glavna ekonomska aktivnost otočana bila poljoprivreda, posebno maslinarstvo (uzgoj triju sorti: oblica - orkula, drobnica - drobnjača i carboncella - krabunčela) i vinogradarstvo. Uzgajana je i sitna stoka (ovce i koze), nešto manje magarci, a prema povijesnim izvorima iz sredine 18. st. na Ravi je bilo i volova, koji su se koristili za oranje i prijevoz tereta po otoku. Uz poljoprivredu, otočno se stanovništvo bavilo malim ribolovom, koristeći uglavnom jednostavniji ribarski alat (jednoslojne i troslojne mreže stajačice, vrše, parangale, tunje, a vrlo rijetko mreže potegače) te različitim sitnim obrtima (proizvodnja vrša, sprta - košarica pletenih od pruća mirte i dr.). Od 19. st. Ravljani se sve više angažiraju i kao pomorci te ribari na trgovačkim i ribarskim brodovima u vlasništvu imućnijih stanovnika sa susjednih otoka (Dugi otok, Iž) te u vlasništvu različitih tvrtki iz Zadra, Šibenika, Dubrovnika, Trsta i dr. 

### Iseljavanje
Gospodarska kriza krajem 19. st. i početkom 20. st., uzrokovana različitim bolestima vinove loze (pepelnica, peronospora, filoksera), izrazitom agrarnom prenapučenošću i brojnim drugim razlozima, potakla je prvo iseljavanje s otoka u prekomorske zemlje (Sjeverna i Južna Amerika, Australija i dr.). Iseljavanje je nastavljeno i kasnije tijekom 20. st., posebice poslije Drugoga svjetkog rata pa se u dijaspori nalazi razmjerno brojna zajednica Ravljana.

### Stanovništvo
| broj stanovnika | 173   | 219   | 247   | 335   | 400   | 400   | 491   | 375   | 411   | 371   | 305   | 234   | 147   | 120   | 98    | 117   |
|                 | 1857. | 1869. | 1880. | 1890. | 1900. | 1910. | 1921. | 1931. | 1948. | 1953. | 1961. | 1971. | 1981. | 1991. | 2001. | 2011. |

Stanovništvo otoka dugo je stagniralo da bi se broj otočana, u skladu s podizanjem životnog standarada, poboljšanjem higijenskih uvjeta i sl., počeo postupno povećavati od sredine 19. st. Prvi popis otočnog stanovništva obavljen je još 1527. i tada su na Ravi živjelo 64 otočana. Prema popisu iz 1608. na Ravi je živjelo  91 stanovnik, 1634. 95 stanovnika, 1759. 141 stanovnik, 1818. 200 stanovnika, 1857. 173 stanovnika, a 1900. 200 stanovnika. Popisom iz 1921. utvrđen je najveći broj stanovnika. Tada je na Ravi je živio 491 stanovnik. Na žalost, višegodišnje iseljavanje u Zadar, druge hrvatske krajeve, europske zemlje i u prekomorske zemlje te negativno prirodno kretanje stanovništva (više umrlih od rođenih) pridonijeli su izrazitoj depopulaciji otoka. Prema popisu iz 2001. na otoku je u oba naselja živjelo svega 98, pretežito starih i vrlo starih stanovnika.

### Ime otoka
O imenu otoka još uvijek postoje brojne dvojbe. Sigurno je samo to da se otok spominje već u 13. st. Tada se u povijesnim dokumentima spominje i zadarska plemićka obitelj Raua, koja je na otoku imala svoje posjede i koja je, po svemu sudeći, po tome i dobila svoje ime (slično obitelji Damiani, koja je po svom posjedu u 17. st. dobila prezime Vrgada). Znanstvenici Petar Skok, Š. Batović, V. Skračić i J. Faričić smatraju da ime otoka potječe još iz predromanskog razdoblja, dakle iz prapovijesti, ali, uz navođenje različitih mogućnosti, zaključujuju kako nije sa sigurnošću moguće utvrditi "točan" korijen iz kojega je nastalo to zemljopisno ime. 

## Istraživanja
O otoku je do sada u hrvatskoj znanstvenoj literaturi malo pisano. Parcijalne povijesne podatke dali su C. F. Bianchi (1879.), A. R. Filipi (1960.) i Š. Batović (1973.). O otočnoj toponimiji detaljno je pisao V. Skračić (1996.). Zemljopisačke radove o otoku pisali su J. Faričić (1996., 1998., 1999.) i D. Magaš (1999.).

### Otok Rava
Do sada najveće sustavno znanstveno istraživanje vođeno je u periodu od 2006. do 2008. koje je rezultiralo znanstevim skupom i monografijom "Otok Rava" (ur. Josip Faričić), Sveučilište u Zadru – Razred za prirodne znanosti HAZU – Matica hrvatska Zadar – Hrvatsko geografsko društvo Zadar, Zadar, 2008., 610 str.

Monografija predstavlja iscrpan pregled prirodoslovnih, društvenih i humanističkih obilježja otoka Rave i susjednog područja. Rezultati objavljeni u ovoj knjizi temelje se na proučavanju izvorne povijesne građe, na analitičko-sintetičkoj obradi izvorne statističke i kartografske građe te, posebno na višekratnim terenskim istraživanjima. Na Ravi je evidentna perzistentnost male otočne zajednice koja je u svoja dva dijela – Veloj i Maloj Ravi neumornim stvaralačkim radom pridonijela izgradnji jedinstvenoga društveno-gospodarskog mikrosustava i bogate kulturne baštine, osobito specifičnoga kulturnoga krajobraza, zanimljivih običaja i brojne toponimije. Tekst je potkrijepljen brojnim tablicama i grafičkim prilozima kako bi percepcija otoka bila zornija i potpunija.
Knjiga je podjeljena u šest temeljnih poglavlja:

- Uvod
  - Josip Faričić - Uvod

- Posebnosti razvitka malih hrvatskih otoka
  - Damir Magaš - Geografske posebnosti razvitka malih hrvatskih otoka

  - Vladimir Skračić - Mali otoci - prepoznatljiv znak hrvatske posebnosti na Mediteranu

- Kartografska i jezična percepcija ravskog prostora
  - Josip Faričić - Geografska percepcija otoka Rave na starim kartama

  - Ana Kuveždić, Miljenko Lapaine i Dražen Tutić - Interaktivna trodimenzionalna kartografska vizualizacija otoka Rave

  - Ante Jurić - Suvremena ravska toponimija (izvješće s ponovljenog terenskog istraživanja)

- Prirodna obilježja kao preduvjet društveno-gospodarskog razvitka
  - Ladislav Fuček, Božo Prtoljan i Ivan Hećimović - Geološka građa otoka Rave

  - Josip Terzić i Željka Brkić - Hidrogeološka obilježja otoka Rave

  - Jadranka Mauch Lenardić, Ljerka Marjanac, Dejana Brajković, Kristina Krklec i Koraljka Klepač - Gornjopleistocenske koštane breće otoka Rave

  - Andrija Bognar i Marica Mamut - Strukturno geomorfološke značajke otoka Rave

  - Dražen Perica i Nina Lončar - Egzogena geomorfološka obilježja te posebnosti krša u dolomitima otoka Rave

  - Stjepan Husnjak - Padološke značajke i uporabna vrijednost tala otoka Rave

  - Josip Faričić, Neven Faričić i Zdenko Simičić - Klimatska obilježja i njihov utjecaj na društveno-gospodarski razvitak otoka Rave

  - Marija Pandža i Milenko Milović - Flora otoka Rave te okolnih otočića i hridi

  - Marija Pandža - Prilog poznavanju vegetacije otoka Rave te okolnih otočića i hridi

- Pregled povijesnog razvitka
  - Kristijan Juran - Prilozi povijesti Rave od kraja 13. do sredine 17. stoljeća

  - Ivna Anzulović - Prilog proučavanju povijesti društvenog života Ravljana: Stoše Grgin iz Rave i njezina dota iz 1686.

  - Stijepo Obad - Život i rad Ravljana u prvoj polovici 19. stoljeća

  - Tado Oršolić - Rava u drugoj polovici 19. stoljeća

  - Ante Batović - Rava u prvoj polovici 20. stoljeća (1900. – 1941.)

  - Vladimir Alavanja - Pregled događanja na otoku Ravi tijekom Drugoga svjetskog rata

  - Pavao Kero - Župa Rava

- Sastavnice ravske kulturne baštine
  - Marijana Kovačević - Kasnosrednjovjekovne umjetnine otoka Rave

  - Sofija Sorić - Ladanjske građevine obitelji Čmelić na otoku Ravi (Dvorić u Maloj Ravi i Kućerina u uvali Pavajsko)

  - Slivija Banić - Misno ruho i liturgijsko srebro 17. i 18. stoljeća u posjedu župe Uznesenja Blažene Djevice Marije na otoku Ravi

  - Jadran Kale - Kulturni krajolik otoka Rave

  - Jasenka Lulić Štorić - Tradicijska kultura otoka Rave i njezina suvremena primjena

  - Franjo Smiljanić - Novi pogledi na običaj biranja seoskoga kralja na zadarskim otocima

- Društveno-gospodarski razvitak
  - Grozdana Franov Živković - Stanovništvo otoka Rave na temelju matičnih knjiga i ostalih evidencija ravske župe

  - Lobert Simičić - Promjene prezimena Šimičić i Simičić od 16. st. do danas

  - Vera Graovac - Depopulacija otoka Rave

  - Anica Čuka - Geografski uvjeti razvoja poljoprivrede otoka Rave od 18. stoljeća

  - Robert Lončarić - Ribarstvo otoka Rave

  - Ana Pejdo i Jadranka Brkić Vejmelka - Mogućnosti razvoja održivog turizma na Ravi

  - Davor Božin - O ravskom iseljeništvu

  - Nada Mavar - Osnovna škola na Ravi